# Karolewo (powiat pilski)
Karolewo – wieś w Polsce położona w województwie wielkopolskim, w powiecie pilskim, w gminie Wyrzysk.
W latach 1975–1998 miejscowość należała administracyjnie do województwa pilskiego.